# فرانسيس بياتريس تايلور
فرانسيس بياتريس تايلور هي صحفية وكاتِبة وشاعرة كندية، ولدت في 15 مايو 1891، وتوفيت في 10 يونيو 1979.